# Bulgária nos Jogos Olímpicos de Verão de 1968
A Bulgária competiu nos Jogos Olímpicos de Verão de 1968, realizados em Cidade do México, México.